# Sandro Gotal
Sandro Gotal (sinh 9 tháng 9 năm 1991) là một cầu thủ bóng đá Áo gốc Croatia thi đấu ở vị trí tiền đạo cho Sūduva.